# Hydraena lusitana
Hydraena lusitana é uma espécie de insetos coleópteros polífagos pertencente à família Hydraenidae.
A autoridade científica da espécie é Berthelemy, tendo sido descrita no ano de 1977.
Trata-se de uma espécie presente no território português.